# میوکی ایچیجو
میوکی ایچیجو (به ژاپنی: 岡本 浩子, Okamoto Hiroko); ۲۳ اوت ۱۹۴۷ – ۲۴ اکتبر ۲۰۲۳) صداپیشه، بازیگر، خواننده، و مجری رادیو اهل ژاپن بود.